# Alain Menu
Alain Menu, né le  9 août 1963 à Genève, est un pilote automobile suisse. Il est l'un des plus grands pilotes de voitures de tourisme des années 1990, et a gagné le Championnat britannique des voitures de tourisme en 1997 et en 2000. En 2014, il fait un retour en BTCC dans l'équipe Team BMR (en) à bord d'une Volkswagen Passat CC

## Carrière professionnelle

### Championnat britannique de voitures de tourisme

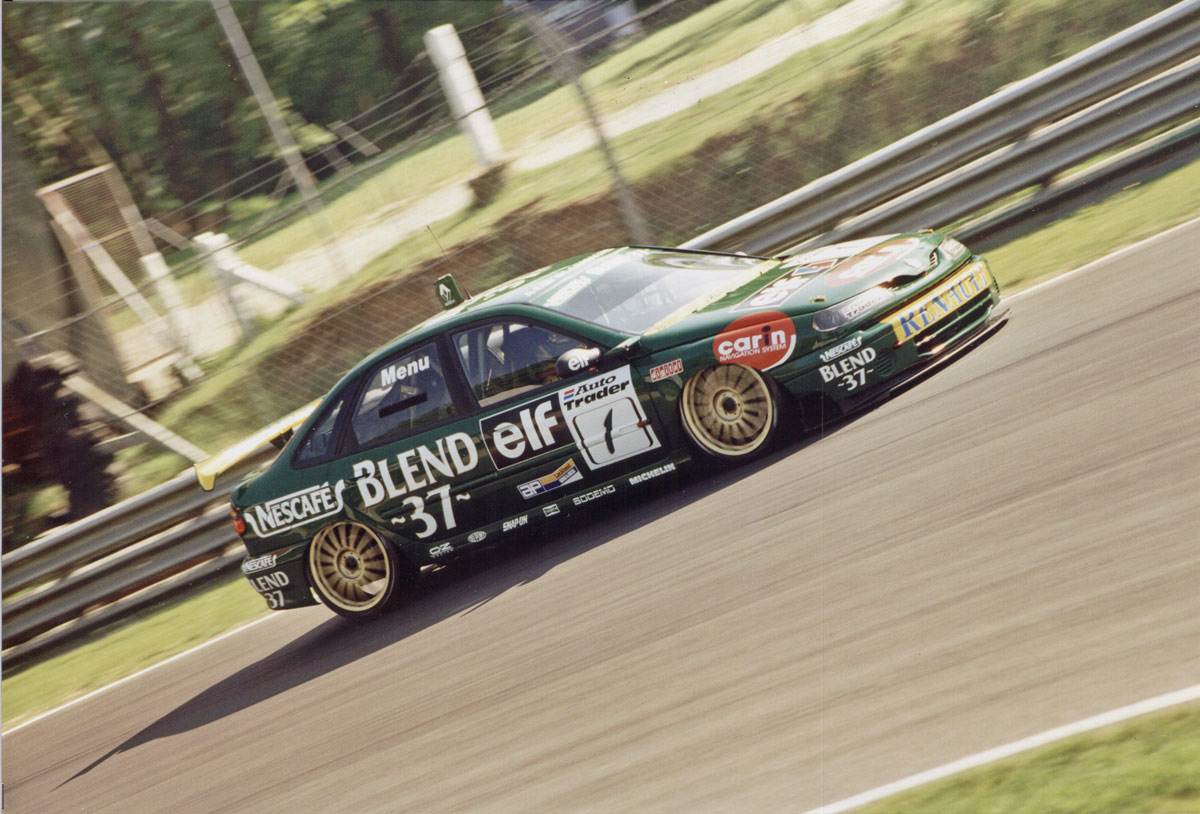
Alain Menu au bord de la Renault Laguna au BTCC 1998

Après avoir brillamment participé au Volant Elf sur le Circuit du Castellet en 1984 il commence sa carrière dans le Championnat de France de Formule Ford en 1985 dans lequel il terminera 4e puis 3e 1986.
En 1987, il s'exile en Angleterre et participe aux Championnats Esso (2e du Championnat)et RAC de Formule Ford ainsi qu'au fameux Formula Ford festival où il termine à la deuxième place.
Suivront deux années de Formula 3 (sans grands résultats dus à un manque d'argent) puis une participation au Championnat d'Angleterre de Formule 3000 (2e) et une demi-saison en Championnat d'Europe de Formule 3000 (toujours sans le budget nécessaire)

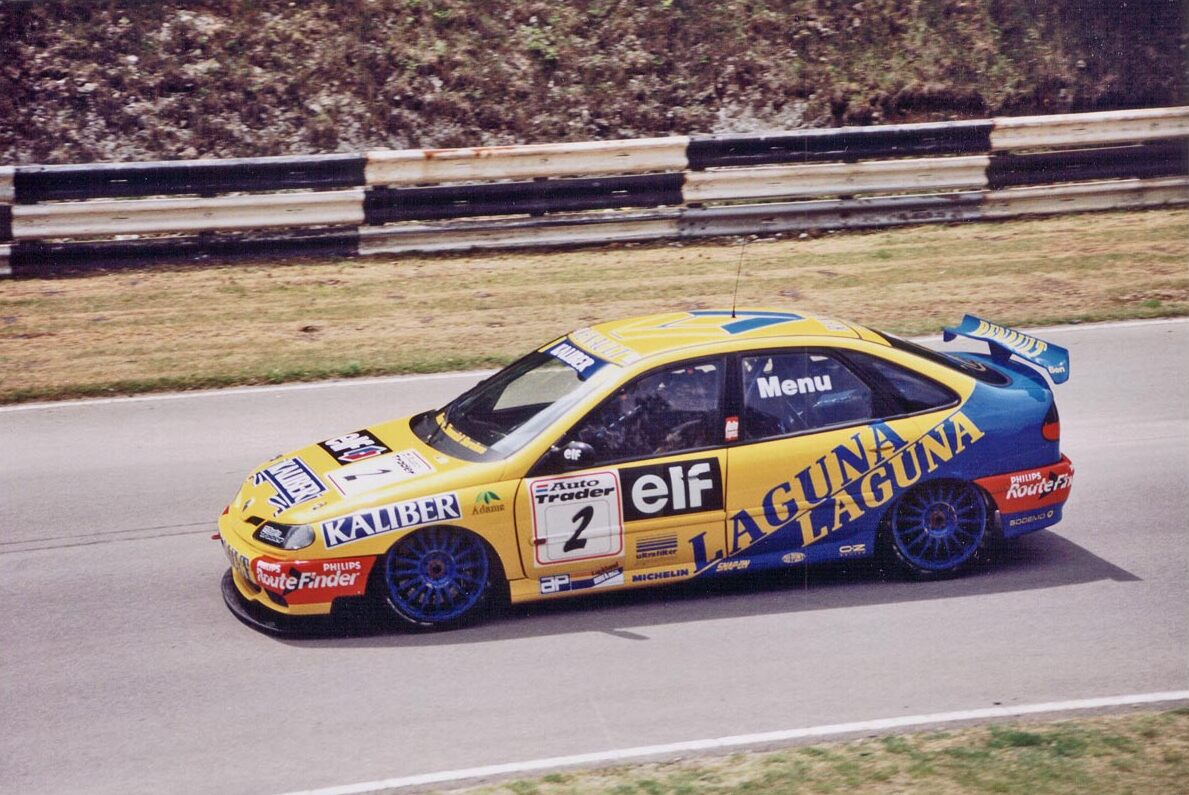
Alain Menu au volant de la Renault Laguna au BTCC 1996

En 1992, Menu participera pour la première fois au Championnat britannique des voitures de tourisme. Réalisant un début de saison prometteur, il eut un accident à la mi-saison à Knockhill, mais finira 9e au classement final.
En 1993, Alain Menu revient au BTCC et signe pour six ans avec Renault, qui faisait son entrée dans le championnat avec la Renault 19. Cette année 1993 n'a pas été couronné de succès pour Menu et l'écurie décide de remplacer la Renault 19 par la Renault Laguna dès l'année suivante.
Cette nouvelle voiture est plus compétitive et Menu devient vice-champion pendant 3 années consécutives, de 1994 à 1996. Il a même terminé la saison 1995 en tant qu'homme à battre, mais Frank Biela, au volant d'une Audi doté de 4 roues motrices, gagne le championnat en 1996.
Il gagne finalement le championnat en 1997, avec 12 victoires. Après une décevante saison 1998, Menu intègre l'écurie Ford avec qui il remportera le championnat en 2000, après une bataille acharnée contre ses coéquipiers Anthony Reid et Rickard Rydell.
L'année 2000 a été la dernière année de BTCC sous cette forme, le championnat était en déclin et le nombre de participants ne cessait ne diminuer depuis la saison 1998, et cette saison 2000 était disputé par 12 pilotes réparties en seulement 3 écuries, alors qu'il y avait 20 prétendants au titre et 9 équipes en 1995. Le championnat a été réformé en 2001 avec de nouvelles réglementations, mais seuls deux manufactures (Vauxhall et Peugeot) participaient au championnat, et donc Menu, comme la plupart des pilotes stars, ont choisi de quitter cette compétition.

### Deutsche Tourenwagen Masters
De 2001 à 2003, court pour Opel dans la Deutsche Tourenwagen Masters (DTM), le championnat allemand de voitures de tourisme. Menu connaît peu de succès (Menu décrit ses années de DTM comme pas très bonne dans une interview de 2004). Il participe ensuite au 24 Heures du Mans et au 12 Heures de Sebring avec Ferrari.

### Championnat du monde des voitures de tourisme

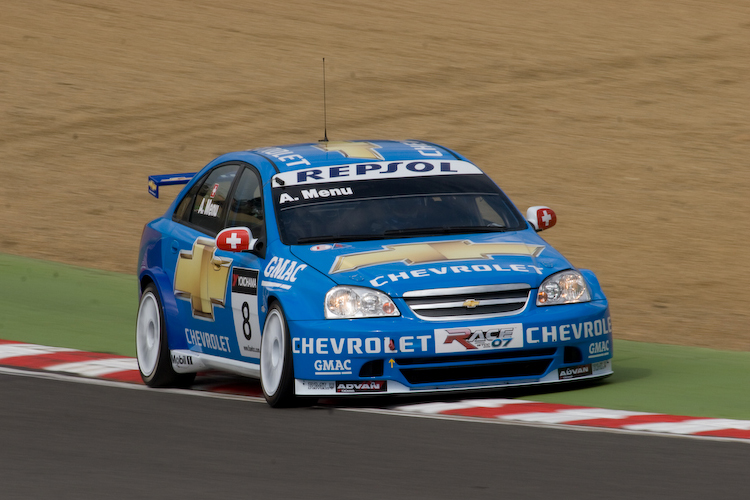
Alain Menu à bord de sa Chevrolet Lacetti à Brands Hatch en 2008

En 2004, Alain Menu annonce son entrée dans le Championnat du monde des voitures de tourisme pour 2005 avec l'écurie Chevrolet. Menu et son coéquipier Nicola Larini ne s'attendaient pas à gagner des courses lors de leur première année, mais la performance de l'équipe Chevrolet a été considérée comme une grosse déception, la meilleure performance de Menu étant une sixième place à Spa-Francorchamps.
L'écurie avait promis de progresser en 2006, mais il a fallu attendre la deuxième course à Brands Hatch pour que Menu décroche sa première victoire au WTCC.
La même année, Menu remporte avec Matias Rossi (en) les 200 kilomètres de Buenos Aires, une manche du championnat TC2000 (en) argentin au volant d'une Chevrolet Astra.
Le 4 octobre 2007, Alain Menu annonce qu'il ferait son retour au BTCC pour concevoir une Vauxhall Vectra pour VX Racing (en) dans la phase finale de la saison 2007 à Thruxton dans le but d'aider Fabrizio Giovanardi à gagner le championnat.

### Porsche Supercup
Après le retrait de Chevrolet à l'issue de la saison 2012, il se retrouve sans contrat. Il s'engage alors avec Fach Auto Tech en Porsche Supercup.

## Palmarès
Palmarès d'Alain Menu.

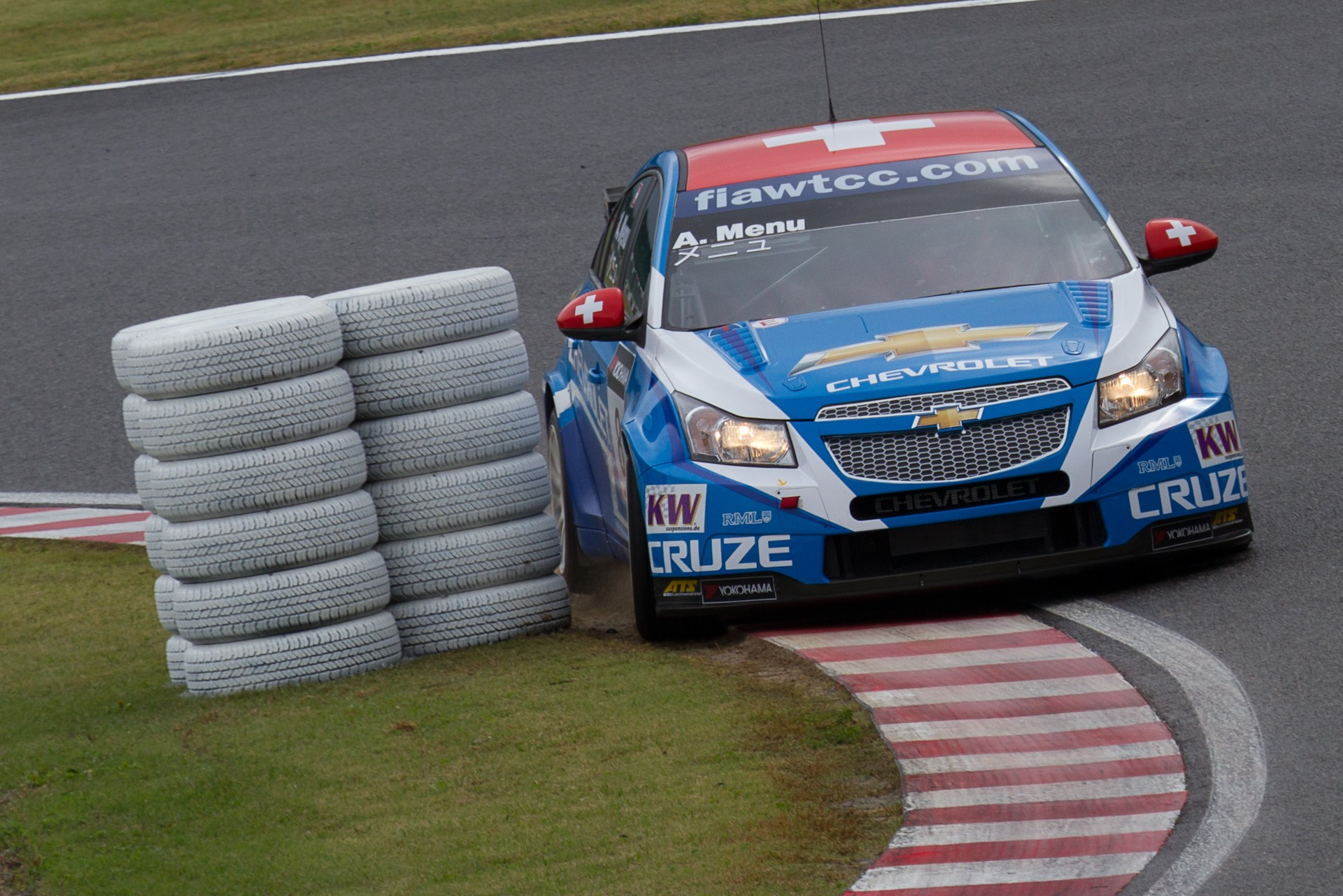
Alain Menu en 2011 à la WTCC Race of Japan

- 1987 : 2e place au championnat Formule Ford ; 2e place au festival FF1600
- 1990 : 2e place au Championnat de Grande-Bretagne de Formule 3
- 1992 : 9e place au BTCC
- 1993 : 10e place au BTCC avec  1 victoire
- 1994 : 2e place au BTCC avec 2 victoires
- 1995 : 2e place au BTCC avec 7 victoires
- 1996 : 2e place au BTCC avec 4 victoires
- 1997 : Vainqueur du BTCC avec 12 victoires
- 1998 : 4e place au BTCC avec 3 victoires
- 1999 : 11e place au BTCC avec 1 victoire
- 2000 : Vainqueur du BTCC avec 6 victoires
- 2001 : 21e place au DTM
- 2002 : 9e place au DTM ;  1 victoire au Championnat FIA GT
- 2003 : 9e place au DTM ; 1er de la classe GTS au Petit Le Mans
- 2004 : 11e place aux 24 Heures du Mans ; 2e place aux BTCC Masters
- 2005 : 16e place au WTCC
- 2006 : 15e place au WTCC avec 1 victoire ; Vainqueur des 200 kilomètres de Buenos Aires
- 2007 : 6e place au WTCC avec 5 victoires
- 2008 : 9e place au WTCC avec 3 victoires
- 2009 : 10e place au WTCC avec 2 victoires
- 2010 : 6e place au WTCC avec 1 victoire
- 2011 : 3e place au WTCC avec 5 victoires
- 2012 : 2e place au WTCC avec 6 victoires

## Distinctions
- Autosport's National Driver of the Year: 1997.